# Miho Kaneda
Miho Kaneda (金田 美保?, Kaneda Miho; ...) è un'ex calciatrice giapponese.

## Carriera

### Nazionale
Nel giugno 1981, Kaneda è convocata nella Nazionale maggiore in occasione della Coppa d'Asia 1981, dove esordisce nella prima partita in assoluto della sua Nazionale, contro Taipei Cinese. In tutto, Kaneda ha giocato 5 partite con la Nazionale nipponica.

## Statistiche

### Cronologia presenze e reti in nazionale
| Cronologia completa delle presenze e delle reti in nazionale ― Giappone | Cronologia completa delle presenze e delle reti in nazionale ― Giappone | Cronologia completa delle presenze e delle reti in nazionale ― Giappone | Cronologia completa delle presenze e delle reti in nazionale ― Giappone | Cronologia completa delle presenze e delle reti in nazionale ― Giappone | Cronologia completa delle presenze e delle reti in nazionale ― Giappone | Cronologia completa delle presenze e delle reti in nazionale ― Giappone | Cronologia completa delle presenze e delle reti in nazionale ― Giappone |
| Data                                                                    | Città                                                                   | In casa                                                                 | Risultato                                                               | Ospiti                                                                  | Competizione                                                            | Reti                                                                    | Note                                                                    |
| ----------------------------------------------------------------------- | ----------------------------------------------------------------------- | ----------------------------------------------------------------------- | ----------------------------------------------------------------------- | ----------------------------------------------------------------------- | ----------------------------------------------------------------------- | ----------------------------------------------------------------------- | ----------------------------------------------------------------------- |
| 7-6-1981                                                                | Hong Kong                                                               | Giappone                                                                | 0 – 1                                                                   | Taipei cinese                                                           | Coppa d'Asia 1981                                                       | -                                                                       |                                                                         |
| 11-6-1981                                                               | Hong Kong                                                               | Giappone                                                                | 0 – 2                                                                   | Thailandia                                                              | Coppa d'Asia 1981                                                       | -                                                                       |                                                                         |
| 13-6-1981                                                               | Hong Kong                                                               | Giappone                                                                | 1 – 0                                                                   | Indonesia                                                               | Coppa d'Asia 1981                                                       | -                                                                       |                                                                         |
| 6-9-1981                                                                | Kobe                                                                    | Giappone                                                                | 0 – 4                                                                   | Inghilterra                                                             | Mundialito 1981                                                         | -                                                                       |                                                                         |
| 9-9-1981                                                                | Tokyo                                                                   | Giappone                                                                | 0 – 9                                                                   | Italia                                                                  | Mundialito 1981                                                         | -                                                                       |                                                                         |
| Totale                                                                  |                                                                         | Presenze                                                                | 5                                                                       |                                                                         | Reti                                                                    | 0                                                                       |                                                                         |